# Paddenstoelmuggen
Paddenstoelmuggen (Mycetophilidae) zijn een familie van insecten uit de orde tweevleugeligen (Diptera). 

## Kenmerken
De volwassen dieren worden gekenmerkt door hun lange antennes en de lange heupen, veel soorten blijven vrij klein. Ze lijken op steekmuggen en zijn veelal bruin, zwart of gelig. Ze hebben een kenmerkend gebocheld borststuk met lange en dunne poten. De lichaamslengte varieert van 2 tot 14 mm. Ze worden 7 tot 10 dagen oud.

## Leefwijze
De muggen danken hun naam aan de levenswijze van de larven, deze leven op het land en eten delen van paddenstoelen. Er zijn ook wel soorten bekend waarvan de larven van mossen leven, soms van kleine insecten en wormen. De larven van een aantal soorten geven licht (bioluminescentie) om prooien te lokken. De volwassen dieren kunnen zich alleen te goed doen aan vloeistoffen.

## Voortplanting
De eieren worden dikwijls afgezet in paddenstoelen, maar ook in boombast, nesten en grotmuren. Ze verpoppen zich in het voedsel of in een zijden coconnetje. De 100 tot 300 eieren worden in pakketjes van 2 tot 30 stuks afgezet en ontwikkelen zich na 4 tot 6 dagen.  
De witte, pootloze 5,5 mm lange larven zijn draadvormig en hebben een zwart kopje. Het in 12 segmenten verdeelde lichaam van de larven is transparant, waardoor het opgenomen voedsel te zien is in het voedselkanaal. Ze voeden zich gedurende 12 tot 14 dagen. 

## Geslachten
- Acadia  (1)
- Acnemia  (19)
- Acomoptera  (2)
- Acomopterella  (3)
- Adicroneura  (1)
- Aglaomyia  (2)
- Allocotocera  (2)
- Allodia  (46)
- Allodiopsis  (9)
- Anaclileia  (4)
- Anatella  (32)
- Apolephthisa  (1)
- Asindulum  (3)
- Azana  (5)
- Baeopterogyna  (2)
- Boletina  (99)
- Brachypeza  (9)
- Brevicornu  (55)
- Clastobasis  (2)
- Coelophthinia  (1)
- Coelosia  (10)
- Creagdhubhia  (1)
- Ditomyia  (4)
- Docosia  (32)
- Drepanocercus  (2)
- Dynatosoma  (25)
- Dziedzickia  (7)
- Ectrepesthoneura  (12)
- Epicypta  (9)
- Euceroplatus  (1)
- Eudicrana  (2)
- Exechia  (80)
- Exechiopsis  (46)
- Fenderomyia  (1)
- Garrettella  (1)
- Gnoriste  (8)
- Greenomyia  (6)
- Grzegorzekia  (1)
- Hadroneura  (6)
- Hesperodes  (1)
- Heteropterna  (1)
- Impleta  (1)
- Leia  (36)

- Leptomorphus  (10)
- Loicia  (1)
- Lygistorrhina  (1)
- Macrobrachius  (2)
- Manota  (1)
- Megalopelma  (2)
- Megophthalmidia  (3)
- Monoclona  (8)
- Mycetophila  (203)
- Mycomya  (163)
- Myrosia  (1)
- Neoclastobasis  (2)
- Neoempheria  (16)
- Neuratelia  (19)
- Notolopha  (2)
- Novakia  (2)
- Orfelia  (47)
- Palaeodocosia  (3)
- Paleoplatyura  (3)
- Paratinia  (2)
- Phoenikiella  (1)
- Phronia  (84)
- Phthinia  (12)
- Platurocypta  (2)
- Polylepta  (5)
- Pseudexechia  (8)
- Pseudobrachypeza  (2)
- Pseudorymosia  (2)
- Rondaniella  (2)
- Rymosia  (56)
- Saigusaia  (2)
- Sceptonia  (19)
- Sciophila  (82)
- Speolepta  (1)
- Stenophragma  (1)
- Stigmatomeria  (1)
- Symmerus  (6)
- Synapha  (6)
- Synplasta  (13)
- Syntemna  (13)
- Tarnania  (4)
- Tetragoneura  (12)
- Trichonta  (67)
- Zygomyia  (21)

## In Nederland waargenomen soorten
- Genus: Acnemia
  - Acnemia longipes
  - Acnemia nitidicollis
- Genus: Allocotocera
  - Allocotocera pulchella
  - Allocotocera silacea
- Genus: Allodia
  - Allodia alternans
  - Allodia anglofennica
  - Allodia barbata
  - Allodia grata
  - Allodia lugens
  - Allodia lundstroemi
  - Allodia ornaticollis
  - Allodia pistillata
  - Allodia truncata
- Genus: Allodiopsis
  - Allodiopsis domestica
  - Allodiopsis rustica
- Genus: Anaclileia
  - Anaclileia dispar
- Genus: Anatella
  - Anatella ciliata
  - Anatella flavomaculata
  - Anatella schmitzi
  - Anatella unguigera
- Genus: Apolephthisa
  - Apolephthisa subincana
- Genus: Azana
  - Azana anomala
- Genus: Boletina
  - Boletina basalis
  - Boletina dispecta
  - Boletina dubia
  - Boletina gripha
  - Boletina griphoides
  - Boletina nitida
  - Boletina plana
  - Boletina sciarina
  - Boletina silvatica
  - Boletina trivittata
- Genus: Brachypeza
  - Brachypeza bisignata
- Genus: Brevicornu
  - Brevicornu arcticoides
  - Brevicornu auriculatum
  - Brevicornu fissicauda
  - Brevicornu fuscipenne
  - Brevicornu griseicolle
  - Brevicornu intermedium
  - Brevicornu nigrofuscum
  - Brevicornu ruficorne
  - Brevicornu sericoma
- Genus: Clastobasis
  - Clastobasis alternans
- Genus: Coelophthinia
  - Coelophthinia thoracica
- Genus: Coelosia
  - Coelosia flava
  - Coelosia fusca
  - Coelosia tenella
- Genus: Cordyla
  - Cordyla bergensis
  - Cordyla bicornuta
  - Cordyla brevicornis
  - Cordyla crassicornis
  - Cordyla fasciata
  - Cordyla fissa
  - Cordyla flaviceps
  - Cordyla fusca
  - Cordyla murina
  - Cordyla nitidula
  - Cordyla parvipalpis
  - Cordyla pusilla
  - Cordyla semiflava
- Genus: Docosia
  - Docosia fumosa
  - Docosia fuscipes
  - Docosia gilvipes
  - Docosia pallipes
  - Docosia sciarina
- Genus: Dynatosoma
  - Dynatosoma fuscicorne
  - Dynatosoma reciprocum
  - Dynatosoma thoracicum
- Genus: Ectrepesthoneura
  - Ectrepesthoneura hirta
- Genus: Epicypta
  - Epicypta aterrima
  - Epicypta limnophila
  - Epicypta scatophora
- Genus: Exechia
  - Exechia bicincta
  - Exechia chandleri
  - Exechia cincta
  - Exechia confinis
  - Exechia contaminata
  - Exechia dizona
  - Exechia dorsalis
  - Exechia frigida
  - Exechia fusca
  - Exechia lundstroemi
  - Exechia macula
  - Exechia nigrofusca
  - Exechia nigroscutellata
  - Exechia nitidicollis
  - Exechia parva
  - Exechia parvula
  - Exechia pectinivalva
  - Exechia pseudofestiva
  - Exechia repanda
  - Exechia separata
  - Exechia seriata
  - Exechia spinigera
  - Exechia spinuligera
- Genus: Exechiopsis
  - Exechiopsis aemula
  - Exechiopsis crucigera
  - Exechiopsis fimbriata
  - Exechiopsis indecisa
  - Exechiopsis intersecta
  - Exechiopsis leptura
  - Exechiopsis pulchella
  - Exechiopsis subulata
- Genus: Greenomyia
  - Greenomyia mongolica
- Genus: Grzegorzekia
  - Grzegorzekia collaris
- Genus: Leia
  - Leia arsona
  - Leia bimaculata
  - Leia crucigera
  - Leia fascipennis
  - Leia longiseta
  - Leia picta
  - Leia subfasciata
  - Leia winthemi
  - Leia winthemii
- Genus: Leptomorphus
  - Leptomorphus walkeri
- Genus: Megalopelma
  - Megalopelma nigroclavatum
- Genus: Megophthalmidia
  - Megophthalmidia crassicornis
- Genus: Monoclona
  - Monoclona rufilatera
- Genus: Mycetophila
  - Mycetophila alea
  - Mycetophila attonsa
  - Mycetophila autumnalis
  - Mycetophila biusta
  - Mycetophila blanda
  - Mycetophila britannica
  - Mycetophila caudata
  - Mycetophila cingulum
  - Mycetophila confluens
  - Mycetophila confusa
  - Mycetophila curviseta
  - Mycetophila dentata
  - Mycetophila distigma
  - Mycetophila dziedzickii
  - Mycetophila edwardsi
  - Mycetophila evanida
  - Mycetophila finlandica
  - Mycetophila flava
  - Mycetophila formosa
  - Mycetophila fraterna
  - Mycetophila fungorum
  - Mycetophila gratiosa
  - Mycetophila ichneumonea
  - Mycetophila idonea
  - Mycetophila lastovkai
  - Mycetophila luctuosa
  - Mycetophila marginata
  - Mycetophila mitis
  - Mycetophila morosa
  - Mycetophila occultans
  - Mycetophila ocellus
  - Mycetophila perpallida
  - Mycetophila pictula
  - Mycetophila pumila
  - Mycetophila rudis
  - Mycetophila ruficollis
  - Mycetophila semifusca
  - Mycetophila sepulta
  - Mycetophila sigillata
  - Mycetophila signata
  - Mycetophila signatoides
  - Mycetophila sordida
  - Mycetophila spectabilis
  - Mycetophila stolida
  - Mycetophila strigata
  - Mycetophila strigatoides
  - Mycetophila stylata
  - Mycetophila stylatiformis
  - Mycetophila sumavica
  - Mycetophila tridentata
  - Mycetophila trinotata
  - Mycetophila unicolor
  - Mycetophila uninotata
  - Mycetophila unipunctata
  - Mycetophila vittipes
  - Mycetophila xanthopyga
- Genus: Mycomya
  - Mycomya affinis
  - Mycomya annulata
  - Mycomya bicolor
  - Mycomya cinerascens
  - Mycomya circumdata
  - Mycomya fimbriata
  - Mycomya flavicollis
  - Mycomya frequens
  - Mycomya fuscata
  - Mycomya insignis
  - Mycomya levis
  - Mycomya maculata
  - Mycomya marginata
  - Mycomya neohyalinata
  - Mycomya nigricornis
  - Mycomya nitida
  - Mycomya occultans
  - Mycomya ornata
  - Mycomya permixta
  - Mycomya prominens
  - Mycomya pulchella
  - Mycomya punctata
  - Mycomya tenuis
  - Mycomya tumida
  - Mycomya wankowiczii
  - Mycomya winnertzi
- Genus: Neoempheria
  - Neoempheria bimaculata
  - Neoempheria lineola
  - Neoempheria pictipennis
  - Neoempheria striata
- Genus: Neuratelia
  - Neuratelia nemoralis
- Genus: Phronia
  - Phronia basalis
  - Phronia biarcuata
  - Phronia bicolor
  - Phronia braueri
  - Phronia cinerascens
  - Phronia conformis
  - Phronia coritanica
  - Phronia disgrega
  - Phronia egregia
  - Phronia exigua
  - Phronia flavipes
  - Phronia forcipata
  - Phronia forcipula
  - Phronia gagnei
  - Phronia gangnei
  - Phronia humeralis
  - Phronia mutabilis
  - Phronia nigricornis
  - Phronia nitidiventris
  - Phronia obscura
  - Phronia obtusa
  - Phronia siebeckii
  - Phronia signata
  - Phronia strenua
  - Phronia sylvatica
  - Phronia tenuis
- Genus: Phthinia
  - Phthinia humilis
- Genus: Platurocypta
  - Platurocypta punctum
  - Platurocypta testata
- Genus: Polylepta
  - Polylepta guttiventris
- Genus: Pseudexechia
  - Pseudexechia trivittata
- Genus: Pseudobrachypeza
  - Pseudobrachypeza helvetica
- Genus: Rondaniella
  - Rondaniella dimidiata
- Genus: Rymosia
  - Rymosia affinis
  - Rymosia batava
  - Rymosia bifida
  - Rymosia connexa
  - Rymosia fasciata
  - Rymosia signatipes
  - Rymosia spinipes
- Genus: Sceptonia
  - Sceptonia concolor
  - Sceptonia costata
  - Sceptonia demeijerei
  - Sceptonia flavipuncta
  - Sceptonia fumipes
  - Sceptonia membranacea
  - Sceptonia nigra
- Genus: Sciophila
  - Sciophila fenestella
  - Sciophila fractinervis
  - Sciophila hirta
  - Sciophila limbatella
  - Sciophila lutea
  - Sciophila nigronitida
  - Sciophila rufa
  - Sciophila thoracica
- Genus: Speolepta
  - Speolepta leptogaster
- Genus: Stigmatomeria
  - Stigmatomeria crassicornis
  - Stigmatomeria obscura
- Genus: Synapha
  - Synapha fasciata
  - Synapha vitripennis
- Genus: Synplasta
  - Synplasta domestica
  - Synplasta excogitata
  - Synplasta gracilis
  - Synplasta rustica
- Genus: Syntemna
  - Syntemna stylata
- Genus: Tarnania
  - Tarnania fenestralis
  - Tarnania nemoralis
  - Tarnania tarnanii
- Genus: Tetragoneura
  - Tetragoneura sylvatica
- Genus: Trichonta
  - Trichonta atricauda
  - Trichonta foeda
  - Trichonta fragilis
  - Trichonta melanura
  - Trichonta submaculata
  - Trichonta subterminalis
  - Trichonta terminalis
  - Trichonta vitta
- Genus: Zygomyia
  - Zygomyia flaviventris
  - Zygomyia humeralis
  - Zygomyia notata
  - Zygomyia pictipennis
  - Zygomyia pseudohumeralis
  - Zygomyia semifusca
  - Zygomyia setosa
  - Zygomyia valida
  - Zygomyia vara